# Deslocalització electrònica
La deslocalització electrònica , en física i en química, és el fenomen que es produeix quan un o diversos electrons poden distribuir o moure's entre diversos centres (per exemple, àtoms en una molècula).
D'acord amb la mecànica quàntica, tots els electrons d'un sistema són equivalents i indistingibles, i no tenen trajectòria, de manera que no és estrictament correcte dir que en una molècula hi ha  N  parells d'electrons localitzats i  m  electrons itinerants o deslocalitzats. No obstant això, el concepte de deslocalització electrònica és molt útil per descriure i racionalitzar cert tipus de sistemes.